# Paris-Roubaix de 1927
A 28.ª Paris-Roubaix teve lugar a 17 de abril de 1927 e foi vencida pelo belga Georges Ronsse, quem bateu ao sprint a Joseph Curtel.

## Percurso
A saída desta edição teve lugar em Vésinet. A corrida passou por Pontoise, Méru, Beauvais, Breteuil, Amiens, Doullens, Arras, Hénin-Beaumont e Seclin. A chegada situou-se na Avenida de Villas, em Roubaix.

## Regulamento da corrida
O regulamento da corrida da Paris-Roubaix modificou-se em 1927. Os «independentes» não podem participar, só os corredores que se encontrem baixo patrocínio dos construtores de bicicletas se podiam inscrever.

## Desenvolvimento
Esta Paris-Roubaix disputou-se com a ausência de Henri Pélissier, Ottavio Bottecchia e de Henri Suter, sendo 128 os corredores que tomaram a saída. As primeiras horas foram pouco animadas, aliás uma centena de corredores passaram em grupo por Amiens. Charles Pélissier e Georges Ronsse escaparam-se na cume de Doullens. São alcançados 26 quilómetros mais tarde em Beaumetz-lès-Loges por um pelotão encabeçado por Gaston Rebry.
Ronsse escapou-se de novo antes de Arras. Não pode distanciar suficientemente aos seus perseguidores e se deixou apanhar por uma vintena de corredores onde se encontravam Charles Pélissier, Julien Vervaecke e Gaston Rebry. Um grupo de 16 chegaram à meta na avenida de Vilas. Finalmente a vitória disputou-se ao sprint onde Georges Ronsse, bateu a Joseph Curtel.
Georges Ronsse passou a profissional no ano anterior e foi a revelação desta corrida.

## Classificação final
|    | Ciclista          | Equipa         | Tempo           |
| -- | ----------------- | -------------- | --------------- |
| 1  | Georges Ronsse    | Automoto       | 8 h 32 min 20 s |
| 2  | Joseph Curtel     | Peugeot        | m.t.            |
| 3  | Charles Pélissier | Dilecta-Wolber | m.t.            |
| 4  | Julien Delbecque  | Alcyon-Dunlop  | m.t.            |
| 5  | Adelin Benoit     | Alcyon-Dunlop  | m.t.            |
| 6  | Romain Bellenger  | Meteore        | m.t.            |
| 7  | René Hamel        | Thomann        | m.t.            |
| 8  | André Verbist     | JB Louvet      | m.t.            |
| 9  | Leopold Matton    | Armor          | m.t.            |
| 10 | Alexandre Maes    | Peugeot        | m.t.            |